# 今田勝
今田 勝（いまだ まさる、1932年3月21日 - 2025年5月30日）は、日本のジャズ・ピアニスト、作曲家。

## 人物・来歴
1932年3月21日、東京生まれ。若い頃、クラシック・ピアノのレッスンを受けた。明治大学在学中に学生バンドでジャズを演奏し、それから1年間ビジネスマンとなって仕事した。その後、プロとして音楽の道を追求することを決心。1953年からクラリネット奏者である北村英治のバンドの一員となった。
1964年から自身のトリオを率いた。1984年にフュージョン・バンドの「NOWIN (ナウイン)」を結成。1970年代からジャズ・フェスティバルで国際的に演奏を行ってきた。
2015年には、コンサートや日本クルーズ客船、太平洋マスターズ等のイベントで活動しており、ライブ・ハウス「六本木サテンドール」には毎月レギュラーで出演していた。メンバーは、今田勝（ピアノ）、今田あきら（ピアノ、キーボード）、堤智恵子（サクソフォーン）、後藤郁夫（ギター）、大森輝作（ベース）、宇山満隆（ドラム）、服部正美（パーカッション）ら。
2025年5月30日死去。93歳没。

## ディスコグラフィ

### リーダー・アルバム
- 『マキ』 - Maki (1970年)
  - ※テナーサックスを含むカルテット
- 『ナウ!』 - Now! (1970年、Three Blind Mice)
  - ※テナーサックスを含むカルテット
- 『ポピー』 - Poppy (1973年、Three Blind Mice)
  - ※ソロ・ピアノとトリオ with 福井五十雄 (ベース)、小津昌彦 (ドラム)
- 『グリーン・キャタピラー』 - Green Caterpillar (1975年、Three Blind Mice)
  - ※クインテット with 渡辺香津美 (ギター)、福井五十雄 (ベース)、小原哲次郎 (ドラム)、今村祐司 (パーカッション)
- 『今田勝ソロ・ピアノ』 - Masaru Imada Piano (1976年、Three Blind Mice)
  - ※ソロ・ピアノ
- 『スタンダード』 - Standards (1976年、Three Blind Mice)
- 『アローン・トゥギャザー』 - Alone Together (1977年、Three Blind Mice)
  - ※ジョージ・ムラーツ (ベース)とのデュオ
- 『アンダルシアの風』 - Andalusian Breeze (1980年、Trio)
  - ※With 渡辺香津美 (ギター)、古野光昭 (ベース)、守新治 (ドラム)、今村祐司 (パーカッション)
- 『哀愁のカーニヴァル』 - Carnival (1981年、Trio)
  - ※With マイケル・ブレッカー (テナーサックス)、ランディ・ブレッカー (フリューゲルホルン)、杉本喜代志 (ギター)、岡沢章 (ベース)、渡嘉敷祐一 (ドラム)、今村祐司 (パーカッション)
- 『誘われてシーサイド』 - Seaside (1982年)
  - ※With グローヴァー・ワシントン・ジュニア (サックス、フルート)、トム・ブラウン (トランペット)、スティーヴ・カーン (ギター)、アンソニー・ジャクソン (ベース)、スティーヴ・ジョーダン (ドラム)、マノロ・バドレーナ (パーカッション)
- 『リバージュ』 - Rivage (1986年、Polydor)
  - ※キーボードを含むカルテット

### 今田勝NOWIN
- 『ミント・ブリーズ』 - Mint Breeze (1984年、Polydor)
- 『レインボー・アイランド』 - Rainbow Island (1985年、Polydor)
- 『フォーリング・スター』 - Falling Star (1987年、Polydor)
- 『アジャ』 - Azure (1988年、Polydor)
- 『そよ風と私』 - The Breeze And I (1989年、Polydor)
- 『ディア・フレンド』 - Dear Friend (1992年、Alfa Jazz)
- 『ラヴァーズ・イン・ザ・ストーム』 - Lovers In The Storm (1996年、Venus Records)